# Vết đen Mặt Trời

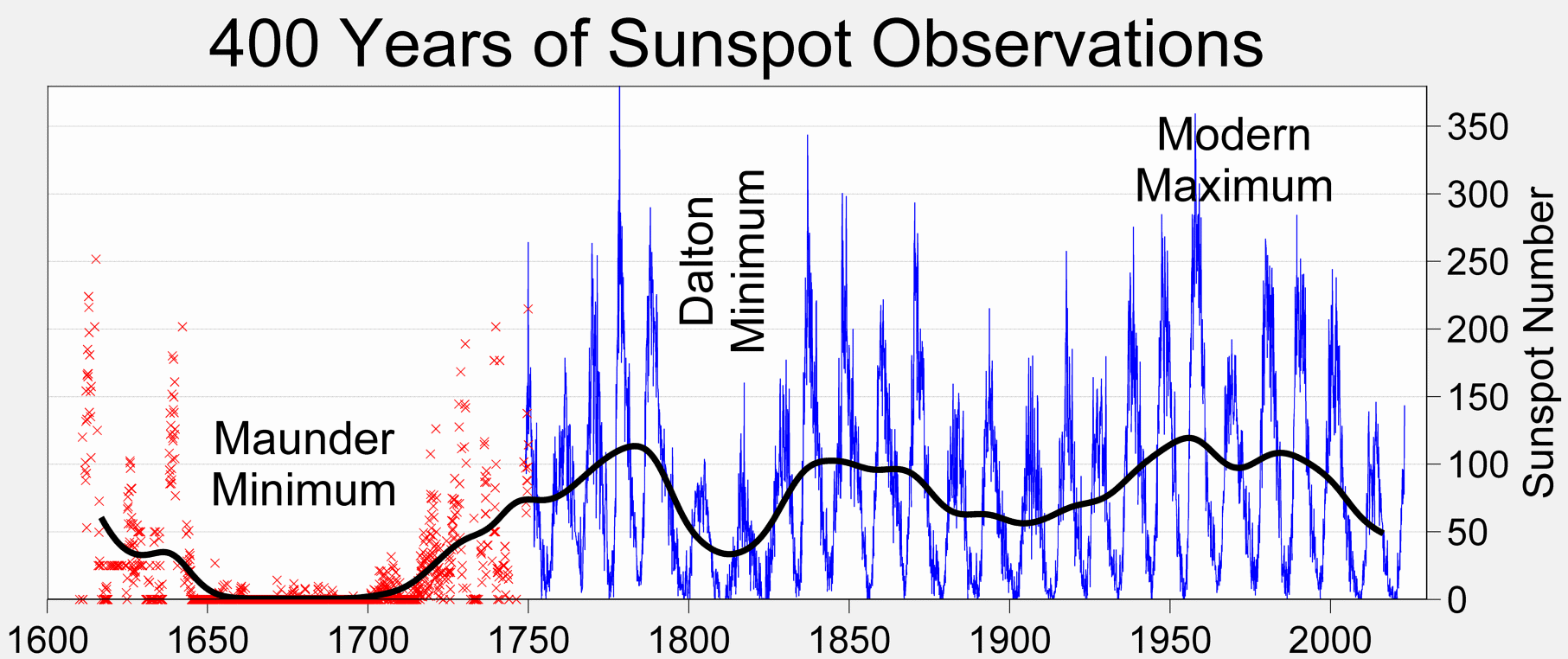
Lịch sử của vết đen Mặt Trời trong 400 năm, bao gồm cả Maunder Minimum

Vết đen Mặt Trời là hiện tượng trên quang cầu của Mặt Trời xuất hiện các điểm tạm thời tối hơn các khu vực xung quanh. Chúng là những vùng có nhiệt độ bề mặt giảm do từ thông ức chế sự đối lưu. Các vết đen Mặt Trời xuất hiện trong các vùng hoạt động hay trong phạm vi từ 8 độ đến 35 độ hai bên đường xích đạo của Mặt Trời, thường theo các cặp cực từ đối nghịch nhau. Số lượng của chúng thay đổi theo chu kỳ Mặt Trời khoảng 11 năm.
Các vết đen Mặt Trời riêng lẻ hoặc nhóm các vết đen Mặt Trời có thể tồn tại ở bất kỳ đâu từ vài ngày đến vài tháng, nhưng cuối cùng sẽ phân rã. Các vết đen Mặt Trời mở rộng và co lại khi chúng di chuyển trên bề mặt Mặt Trời, với đường kính từ 16 km (10 mi) tới 160.000 km (100.000 mi). Có thể nhìn thấy các vết đen Mặt Trời lớn hơn từ Trái Đất mà không cần sự trợ giúp của kính thiên văn. Chúng có thể di chuyển với tốc độ tương đối, hoặc chuyển động riêng, vài trăm mét mỗi giây khi chúng lần đầu tiên xuất hiện.
- Trên cùng: vùng hoạt động 2192 vào năm 2014 chứa vết đen Mặt Trời lớn nhất của chu kỳ Mặt Trời 24[5] và vùng hoạt động 1302 vào tháng 9 năm 2011.
- Giữa: cận cảnh vết đen Mặt Trời trong phổ nhìn thấy được (trái) và một vết đen Mặt Trời UV khác, được chụp bởi đài thiên văn TRACE.
- Dưới: một nhóm lớn các vết đen trải dài khoảng 320.000 km (200.000 mi).

## Lịch sử
Ghi chép sớm nhất về vết đen Mặt Trời được tìm thấy trong Kinh Dịch của Trung Quốc, được hoàn thành trước năm 800 trước Công Nguyên. Văn bản mô tả rằng một dou và mei đã được quan sát thấy dưới ánh Mặt Trời, trong đó cả hai từ đều đề cập đến một che khuất nhỏ. Ghi chép sớm nhất về việc quan sát vết đen Mặt Trời có chủ ý cũng đến từ Trung Quốc, và có niên đại vào năm 364 trước Công Nguyên, dựa trên nhận xét của nhà thiên văn học Cam Đức (甘德) trong một star catalogue. Đến năm 28 trước Công Nguyên, các nhà thiên văn học Trung Quốc đã thường xuyên ghi lại các quan sát về vết đen trong các ghi chép chính thức của triều đình.
Lần đầu tiên vết đen Mặt Trời được đề cập rõ ràng trong văn học phương Tây là vào khoảng năm 300 trước Công Nguyên, bởi học giả Hy Lạp cổ đại Theophrastos, học trò của Platon và Aristoteles.
Những bức vẽ đầu tiên về vết đen Mặt Trời được thực hiện bởi tu sĩ người Anh John of Worcester vào tháng 12 năm 1128.
Các vết đen Mặt Trời lần đầu tiên được quan sát bằng kính thiên văn vào tháng 12 năm 1610 bởi nhà thiên văn học người Anh Thomas Harriot. Các quan sát của ông được ghi lại và được theo dõi vào tháng 3 năm 1611 bởi các quan sát và báo cáo của các nhà thiên văn học người Frisia Johannes Fabricius và David Fabricius. Sau khi Johannes Fabricius qua đời ở tuổi 29, các báo cáo của ông vẫn còn mơ hồ và không được chú ý tới bởi những khám phá và ấn phẩm độc lập về vết đen Mặt Trời của Christoph Scheiner và Galileo Galilei. Galileo có thể đã bắt đầu quan sát vết đen Mặt Trời bằng kính viễn vọng cùng thời với Harriot, tuy nhiên, những ghi chép của Galileo mãi đến năm 1612 mới xuất hiện.
Vào đầu thế kỷ 19, William Herschel là một trong những người đầu tiên đánh đồng các vết đen Mặt Trời với sự nóng lên và lạnh đi trên Trái Đất và tin rằng một số đặc điểm nhất định của các vết đen Mặt Trời sẽ cho thấy sự gia tăng nhiệt độ trên Trái Đất. Trong quá trình quan sát hiện tượng của Mặt Trời và cấu trúc giả thuyết của Mặt Trời, ông đã tình cờ phát hiện ra sự xuất hiện tương đối ít của vết đen Mặt Trời từ tháng 7 năm 1795 đến tháng 1 năm 1800. Từ đó, ông phát hiện ra rằng việc xuất hiện ít vết đen Mặt Trời xảy ra đồng thời với giá lúa mì cao ở Anh. Chủ tịch của Hội Hoàng gia Luân Đôn nhận xét rằng xu hướng tăng giá lúa mì là do lạm phát tiền tệ. Nhiều năm sau, các nhà khoa học như Richard Carrington năm 1865 và John Henry Poynting năm 1884 đã cố gắng nhưng không tìm ra mối liên hệ giữa giá lúa mì và vết đen Mặt Trời, và phân tích hiện đại cho thấy không có mối tương quan có ý nghĩa giữa giá lúa mì và số lượng vết đen Mặt Trời.

Vùng hoạt động mạnh mang số hiệu 9393 chụp bởi máy MDI trên vệ tinh SOHO cho thấy những nhóm vết đen lớn. Ngày 30 tháng 3 năm 2001, diện tích của các nhóm vết đen này trải rộng gấp 13 lần diện tích bề mặt của Trái Đất. Chúng là nguồn phóng ra nhiều cuộn lửa, trong đó có cuộn lửa lớn nhất từng thấy trong 25 năm trước đó, phóng vào ngày 2 tháng 4 2001. Từ trường rất mạnh nằm sâu bên dưới vết đen, làm chúng nguội hơn so với các vùng lân cận, và do đó trông tối hơn.

## Từ trường
Từ trường của Mặt Trời phải do các dòng điện trong lòng Mặt Trời tạo ra. Nhiều nguyên tử trong khí Mặt Trời bị ion hoá. Khi các electron và các hạt mang điện chuyển động tương đối đối với các nguyên tử và các ion, sẽ có các dòng điện xuất hiện trong lòng Mặt Trời.
Có thể mô hình hoá vết đen Mặt Trời, theo phương diện điện từ học, bằng solenoid (các vòng dây được quấn quanh một ống hình trụ). Các "vòng dây" của solenoid tương ứng với khí ở biên giới của vết đen (khoảng 103 km) tạo ra từ trường là đồng nhất (đúng cho trường hợp solenoid dài hơn rất nhiều so với đường kính của nó).
Một solenoid "dài vô hạn" được quấn bởi n vòng dây trên một mét mang dòng điện I ampe sẽ tạo ra từ trường đồng nhất ở bên trong với cường độ:
B = 4 π 10-7 nI tesla
Giá trị quan sát được của B trong vết đen Mặt Trời là 0,15 T, suy ra nI có giá trị 1,2 105 A/m, dòng điện quanh solenoid dọc theo mỗi mét dài.
Độ sâu thực sự của một vết đen và từ trường của nó ước tính là 3,104 km, suy ra dòng điện tổng cộng quay quanh vết đen Mặt Trời là 4,1012 A.
Có một sự khác biệt giữa vết đen Mặt Trời với solenoid trong phòng thí nghiệm. Các vòng dây của solenoid có điện trở và dòng điện chạy qua sẽ toả ra nhiệt lượng. Dòng điện trên vết đen Mặt Trời không có cản trở và không toả nhiệt, như trong nam châm siêu dẫn, chạy mãi cho đến khi có ngoại lực làm nó biến mất.